# حق وراثت کوچک‌ترین فرزند
حقِّ وراثتِ کوچکترین فرزند یا وارث، حقّی است که در یک موقعیت ویژه در یک خانوادهٔ بزرگ، از والدین به آخرین فرزند یا وارث قانونی می‌رسد. این حق نسبت به حق اولویت نخستین فرزند بسیار نادر است.

## مثال
- اسحاق
- داود